# 부르케르스도르프 전투
부르케르스도르프 전투는 1762년 7월 21일 벌어진 7년 전쟁의 전투 중 하나이다. 40,000명의 프로이센군과 30,000명의 오스트리아군이 격돌하였다.
러시아의 여황제 엘리자베타(Elizabeth of Russia, czarina of Russia)가 사망한 이후에 그녀의 조카 표트르 3세(Peter III)가 러시아의 황위에 올랐다. 표트르는 프리드리히 대왕(Frederick the Great)과 프로이센의 모든 것에 대하여 열렬히 추종하고 있었다. 프리드리히는 표트르의 이런 특징을 이점으로 이용하였다. 표트르는 즉각적으로 전쟁에서 개입을 중단하고, 러시아가 장악한 동 프로이센에서 퇴각한 후에 프로이센과 평화협정을 맺었다. 표트르는 그리고 프로이센과 협력하여 오스트리아군과 전투를 벌이기 위해 군을 파견했다.
표트르의 통치기간은 짧았지만, 표트르가 죽은 지 얼마 지나지 않아서, 표트르의 아내 예카테리나 2세(Catherine the Great)가 왕위를 장악했다. 예카테리나는 전쟁에서 군대를 철수하기 위해 사령관 자크하르 트체르니쇼프(Zakhar Tchernyshov) 백작에게 프로이센군을 도우라는 명령을 내렸다.
빠른 행동의 필요성을 느낀 프리드리히는 러시아장군에게 며칠간 더 머물러 있으면서 전투에는 참여하지 말 것을 부탁함으로써 오스트리아 장군으로 하여금 행동을 결심하게 만들었다. 프리드리히는 오스트리아군이 행동을 시작함에 따라 공격을 개시했고 승리하였으며, 러시아군은 무사히 철수하였다.